# Seznam zambijskih politikov
Seznam zambijskih politikov.

## B
- Rupiah Bwezani Banda

## C
- Frederick Chiluba
- Mainza Mathias Chona

## H
- Hakainde Hichilema

## K
- Simon Kapwepwe
- Kenneth Kaunda (1924 – 2021)

## L
- Daniel Lisulo
- Edgar Lungu

## M
- Ng'andu Peter Magande
- Malimba Masheke
- Anderson Mazoka
- Katongo Mfula
- Elijah Mudenda
- Nalumino Mundia
- Kebby Musokotwane
- Levy Mwanawasa
- Luke Mwananshiku
- Harry Mwaanga Nkumbula
- Kalombo Mwansa

## N
- Mutale Nalumango
- Francis Nkhoma

## S
- Michael Sata
- Guy Lindsay Scott
- Ronnie Shikapwasha
- Lucy Sichone
- Ngosa Simbyakula